# SN 2007pk
SN 2007pk – supernowa typu IIn-pec odkryta 10 listopada 2007 roku w galaktyce NGC 579. W momencie odkrycia miała maksymalną jasność 17,00m.